# Saint-Martin-d’Ardèche
Saint-Martin-d’Ardèche – miejscowość i gmina we Francji, w regionie Owernia-Rodan-Alpy, w departamencie Ardèche.
Według danych na rok 1990 gminę zamieszkiwało 537 osób, a gęstość zaludnienia wynosiła 97 osób/km² (wśród 2880 gmin regionu Rodan-Alpy Saint-Martin-d’Ardèche plasuje się na 1112. miejscu pod względem liczby ludności, natomiast pod względem powierzchni na miejscu 1472.).

## Populacja

Populacja Saint-Martin-d’Ardèche w latach 1962-2008